# Matz Sels
Pour les articles homonymes, voir Sels.
Matz Sels, né le 26 février 1992 à Lint en Belgique, est un footballeur international belge qui joue au poste de gardien de but à Nottingham Forest.

## Biographie

### En club

#### Lierse SK (2010-2014)
Matz Sels commence sa carrière en jeunes à Kontich avant de rejoindre le Lierse SK à l'âge de sept ans. Il intègre, en 2010, l'équipe première.
Matz Sels débute en équipe première du Lierse SK au début de la saison 2012-2013, où il remplace Eiji Kawashima parti au Standard de Liège. Après les trente rencontres de la phase classique, il refuse de prolonger son contrat et est renvoyé dans le noyau B.

#### La Gantoise (2014-2016)
Le 3 janvier 2014, il rejoint La Gantoise, un autre club de Division 1. Il succède à Frank Boeckx, dont le contrat expirait à la fin de la saison. Le 14 janvier 2014, il fait ses débuts à Gand contre le KV Courtrai, en quarts de finale de la Coupe de Belgique. Ce jour-là, Matz Sels brillait en qualifiant La Gantoise aux tirs au but. Matz Sels débute en Division 1 quatre jours plus tard contre cette même équipe du KV Courtrai. Lors de la saison 2014-2015, il est l'un des joueurs clés permettant à La Gantoise de devenir champion de Belgique pour la première fois de son histoire. Ce sacre permet à La Gantoise de se qualifier pour la Ligue des champions. Pour ses débuts en Ligue des champions, il arrête un penalty d'Alexandre Lacazette permettant d'arracher le 1-1 contre l'Olympique lyonnais. Le 13 janvier 2016, il est élu gardien de l'année.

#### Newcastle United (2016-2018)
Le 29 juin 2016, il rejoint Newcastle United pour cinq ans. Il dispute plusieurs rencontres mais ne parvient pas à devenir gardien titulaire, dans une effectif bien fourni.

#### Prêt au RSC Anderlecht (2017-2018)
Il est ensuite prêté au RSC Anderlecht pour un an. Il est en concurrence avec Frank Boeckx pour le poste de titulaire. Il joue contre le Bayern Munich en Ligue des champions et d'autres rencontres de championnat.

#### RC Strasbourg (2018-2024)
Le 26 juillet 2018, il s'engage pour quatre saisons avec le RC Strasbourg pour une indemnité de transfert légèrement inférieure à 4 M€,. Il s'impose comme le titulaire indiscutable, ne manquant qu'une seule journée de championnat lors de la saison 2018-2019. Le club strasbourgeois remporte cette saison-là la Coupe de la Ligue mais il n'y participe pas, Bingourou Kamara étant aligné dans cette compétition. 
Il réalise une deuxième très bonne saison, participant à l'intégralité des rencontres de championnat 2019-2020 avant qu'elle ne soit suspendue à cause de la pandémie de Covid-19. Le 15 juillet 2020, il est victime d'une rupture du tendon d'Achille du pied gauche à l'entraînement.

#### Nottingham Forest (depuis 2024)
Début février 2024, il rejoint Nottingham Forest en signant un contrat de trois ans et demi et retrouve le championnat anglais après avoir porté les couleurs de Newcastle United par le passé. Le 2 mars, Sels réalise un arrêt à bout portant lors d'un match contre Liverpool, ce qui lui a valu le titre de "sauvetage du mois" (Save of the Month) de Premier League. Il devient ainsi le premier joueur de Nottingham Forest à remporter une récompense mensuelle de Premier League.

### En sélections nationales

#### Avec les équipes jeunes
Matz Sels participe au tournoi de Toulon en 2013 avec l'équipe de Belgique des moins de 20 ans.

#### Avec l'équipe A
Le 2 octobre 2015, Matz Sels est retenu avec l'équipe nationale belge pour les éliminatoires de l'Euro 2016 contre Andorre et Israël, ainsi que pour les amicaux contre l'Italie et l'Espagne.
Fort de 37 matches, toutes compétitions confondues (championnat, coupes et Ligue des champions) avec Anderlecht lors de la saison 2017-2018, il fera partie de la première fournée de 28 joueurs retenus par Roberto Martinez en vue de la Coupe du monde 2018, avant d’être écarté de la liste définitive des 23.
En mai 2019 il est sélectionné en équipe nationale belge pour les qualifications de l'euro 2020.
Le 3 juin 2021, il honore sa première sélection avec l'équipe nationale de Belgique en match amical contre la Grèce en remplaçant Simon Mignolet dans le temps additionnel.* 

#### Euro 2020
Sels dispute sa première grande compétition internationale, sans toutefois rentrer en jeu, lors de l'Euro 2020 où les Belges atteignent les quarts de finale, s'inclinant contre l'Italie (1-2), futur vainqueur de l'édition.

#### Euro 2024
Le 28 mai 2024, il est retenu parmi les 25 joueurs belges convoqués par Domenico Tedesco pour participer à l'Euro 2024.

## Statistiques

### En club
| Saison                | Club                  | Championnat           | Championnat | Championnat | Coupe nationale | Coupe nationale | Coupe de la Ligue | Coupe de la Ligue | Supercoupe | Supercoupe | Compétition(s) continentale(s) | Compétition(s) continentale(s) | Compétition(s) continentale(s) | Autres compétitions | Autres compétitions | Autres compétitions | Total | Total |
| Saison                | Club                  | Division              | M.          | B.          | M.              | B.              | M.                | B.                | M.         | B.         | Comp.                          | M.                             | B.                             | Comp.               | M.                  | B.                  | M.    | B.    |
| 2010-2011             | Lierse SK             | Division 1            | 0           | 0           | 0               | 0               | -                 | -                 | -          | -          | -                              | -                              | -                              | PO2                 | 0                   | 0                   | 0     | 0     |
| 2011-2012             | Lierse SK             | Division 1            | 0           | 0           | 0               | 0               | -                 | -                 | -          | -          | -                              | -                              | -                              | PO2                 | 0                   | 0                   | 0     | 0     |
| 2012-2013             | Lierse SK             | Division 1            | 30          | 0           | 1               | 0               | -                 | -                 | -          | -          | -                              | -                              | -                              | PO2                 | -                   | -                   | 31    | 0     |
| Sous-total            | Sous-total            | Sous-total            | 30          | 0           | 1               | 0               | -                 | -                 | -          | -          | -                              | -                              | -                              | -                   | 0                   | 0                   | 31    | 0     |
| 2013-2014             | KAA La Gantoise       | Division 1            | 9           | 0           | 3               | 0               | -                 | -                 | -          | -          | -                              | -                              | -                              | PO2                 | 6                   | 0                   | 18    | 0     |
| 2014-2015             | KAA La Gantoise       | Division 1            | 30          | 0           | 6               | 0               | -                 | -                 | -          | -          | -                              | -                              | -                              | PO1                 | 9                   | 0                   | 45    | 0     |
| 2015-2016             | KAA La Gantoise       | Division 1            | 30          | 0           | 4               | 0               | -                 | -                 | 1          | 0          | C1                             | 8                              | 0                              | PO1                 | 10                  | 0                   | 53    | 0     |
| Sous-total            | Sous-total            | Sous-total            | 69          | 0           | 13              | 0               | -                 | -                 | 1          | 0          | -                              | 8                              | 0                              | -                   | 25                  | 0                   | 116   | 0     |
| 2016-2017             | Newcastle United      | Championship          | 9           | 0           | 3               | 0               | 2                 | 0                 | -          | -          | -                              | -                              | -                              | -                   | -                   | -                   | 14    | 0     |
| 2017-2018             | RSC Anderlecht (prêt) | Division 1A           | 22          | 0           | 1               | 0               | -                 | -                 | 1          | 0          | C1                             | 3                              | 0                              | PO1                 | 10                  | 0                   | 37    | 0     |
| 2018-2019             | RC Strasbourg         | Ligue 1               | 37          | 0           | 1               | 0               | 0                 | 0                 | -          | -          | -                              | -                              | -                              | -                   | -                   | -                   | 38    | 0     |
| 2019-2020             | RC Strasbourg         | Ligue 1               | 27          | 0           | 2               | 0               | 0                 | 0                 | -          | -          | C3                             | 6                              | 0                              | -                   | -                   | -                   | 35    | 0     |
| 2020-2021             | RC Strasbourg         | Ligue 1               | 6           | 0           | -               | -               | -                 | -                 | -          | -          | -                              | -                              | -                              | -                   | -                   | -                   | 6     | 0     |
| 2021-2022             | RC Strasbourg         | Ligue 1               | 37          | 0           | 1               | 0               | -                 | -                 | -          | -          | -                              | -                              | -                              | -                   | -                   | -                   | 38    | 0     |
| 2022-2023             | RC Strasbourg         | Ligue 1               | 38          | 0           | 1               | 0               | -                 | -                 | -          | -          | -                              | -                              | -                              | -                   | -                   | -                   | 39    | 0     |
| 2023-2024             | RC Strasbourg         | Ligue 1               | 19          | 0           | 0               | 0               | -                 | -                 | -          | -          | -                              | -                              | -                              | -                   | -                   | -                   | 19    | 0     |
| Sous-total            | Sous-total            | Sous-total            | 164         | 0           | 5               | 0               | 0                 | 0                 | -          | -          | -                              | 6                              | 0                              | -                   | -                   | -                   | 175   | 0     |
| 2023-2024             | Nottingham Forest     | Premier League        | 16          | 0           | -               | -               | -                 | -                 | -          | -          | -                              | -                              | -                              | -                   | -                   | -                   | 16    | 0     |
| 2024-2025             | Nottingham Forest     | Premier League        | 38          | 0           | 4               | 0               | -                 | -                 | -          | -          | -                              | -                              | -                              | -                   | -                   | -                   | 42    | 0     |
| 2025-2026             | Nottingham Forest     | Premier League        | 1           | 0           | -               | -               | -                 | -                 | -          | -          | -                              | -                              | -                              | -                   | -                   | -                   | 1     | 0     |
| Sous-total            | Sous-total            | Sous-total            | 55          | 0           | 4               | 0               | -                 | -                 | -          | -          | -                              | -                              | -                              | -                   | -                   | -                   | 59    | 0     |
| Total sur la carrière | Total sur la carrière | Total sur la carrière | 349         | 0           | 27              | 0               | 2                 | 0                 | 2          | 0          | -                              | 17                             | 0                              | -                   | 35                  | 0                   | 432   | 0     |

### En sélections nationales
| Saison                | Sélection             | Phases finales        | Phases finales | Phases finales | Éliminatoires CDM | Éliminatoires CDM | Éliminatoires EURO | Éliminatoires EURO | Ligue des Nations | Ligue des Nations | Matchs amicaux | Matchs amicaux | Total | Total |
| Saison                | Sélection             | Compétition           | M              | B              | M                 | B                 | M                  | B                  | M                 | B                 | M              | B              | M     | B     |
| --------------------- | --------------------- | --------------------- | -------------- | -------------- | ----------------- | ----------------- | ------------------ | ------------------ | ----------------- | ----------------- | -------------- | -------------- | ----- | ----- |
| 2020-2021             | Belgique              | Euro 2020             | 0              | 0              | -                 | -                 | -                  | -                  | -                 | -                 | 1              | 0              | 1     | 0     |
| 2021-2022             | Belgique              | -                     | -              | -              | 0                 | 0                 | -                  | -                  | 0                 | 0                 | 1              | 0              | 1     | 0     |
| 2022-2023             | Belgique              | -                     | -              | -              | -                 | -                 | 1                  | 0                  | 0                 | 0                 | -              | -              | 1     | 0     |
| 2023-2024             | Belgique              | Euro 2024             | 0              | 0              | 0                 | 0                 | 2                  | 0                  | -                 | -                 | 3              | 0              | 5     | 0     |
| 2024-2025             | Belgique              | -                     | -              | -              | 2                 | 0                 | -                  | -                  | 1                 | 0                 | -              | -              | 3     | 0     |
| Total sur la carrière | Total sur la carrière | Total sur la carrière | 0              | 0              | 2                 | 0                 | 3                  | 0                  | 1                 | 0                 | 5              | 0              | 11    | 0     |

### Matchs internationaux
| Matchs internationaux de Matz Sels, | Matchs internationaux de Matz Sels, | Matchs internationaux de Matz Sels,                    | Matchs internationaux de Matz Sels, | Matchs internationaux de Matz Sels, | Matchs internationaux de Matz Sels,     | Matchs internationaux de Matz Sels, | Matchs internationaux de Matz Sels,                               |
| #                                   | Date                                | Lieu                                                   | Adversaire                          | Résultat                            | Compétition                             | Club                                | Notes                                                             |
| ----------------------------------- | ----------------------------------- | ------------------------------------------------------ | ----------------------------------- | ----------------------------------- | --------------------------------------- | ----------------------------------- | ----------------------------------------------------------------- |
| 1                                   | 3 juin 2021                         | Stade Roi Baudouin, Bruxelles, Belgique                | Grèce                               | N 1 - 1                             | Match amical                            | RC Strasbourg                       | Entre en jeu à la place de Simon Mignolet à la 91e minute de jeu. |
| 2                                   | 29 mars 2022                        | Lotto Park, Bruxelles, Belgique                        | Burkina Faso                        | V 3 - 0                             | Match amical                            | RC Strasbourg                       | Titulaire.                                                        |
| 3                                   | 20 juin 2023                        | A. Le Coq Arena, Tallinn, Estonie                      | Estonie                             | V 3 - 0                             | Éliminatoires de l'Euro 2024            | RC Strasbourg                       | Titulaire.                                                        |
| 4                                   | 13 octobre 2023                     | Stade Ernst-Happel, Vienne, Autriche                   | Autriche                            | V 3 - 2                             | Éliminatoires de l'Euro 2024            | RC Strasbourg                       | Titulaire.                                                        |
| 5                                   | 16 octobre 2023                     | Stade Roi Baudouin, Bruxelles, Belgique                | Suède                               | N 1 - 1                             | Éliminatoires de l'Euro 2024            | RC Strasbourg                       | Titulaire.                                                        |
| 6                                   | 15 novembre 2023                    | Stade Den Dreef, Louvain, Belgique                     | Serbie                              | V 1 - 0                             | Match amical                            | RC Strasbourg                       | Titulaire.                                                        |
| 7                                   | 23 mars 2024                        | Aviva Stadium, Dublin, Irlande                         | République d'Irlande                | N 0 - 0                             | Match amical                            | Nottingham Forest                   | Titulaire, remplacé par Thomas Kaminski à la 83e minute de jeu.   |
| 8                                   | 26 mars 2024                        | Stade de Wembley, Londres, Angleterre                  | Angleterre                          | N 2 - 2                             | Match amical                            | Nottingham Forest                   | Titulaire.                                                        |
| 9                                   | 23 mars 2025                        | Cegeka Arena, Genk, Belgique                           | Ukraine                             | V 3 - 0                             | Ligue des nations 2024-2025             | Nottingham Forest                   | Titulaire.                                                        |
| 10                                  | 6 juin 2025                         | Stade national Toše-Proeski, Skopje, Macédoine du Nord | Macédoine du Nord                   | N 1 - 1                             | Éliminatoires de la Coupe du monde 2026 | Nottingham Forest                   | Titulaire.                                                        |
| 11                                  | 9 juin 2025                         | Stade Roi Baudouin, Bruxelles, Belgique                | Pays de Galles                      | V 4 - 3                             | Éliminatoires de la Coupe du monde 2026 | Nottingham Forest                   | Titulaire.                                                        |

## Palmarès

### En club
|  |  | KAA La Gantoise - Championnat de Belgique (1) : - Champion : 2015. - Supercoupe de Belgique (1) : - Vainqueur : 2015. |  | Newcastle United - Championnat d'Angleterre de deuxième division (1) : - Champion : 2017. |  | RSC Anderlecht - Supercoupe de Belgique (1) : - Vainqueur : 2017. |  | RC Strasbourg - Coupe de la Ligue (1) : - Vainqueur : 2019. |

### Distinctions personnelles
- Élu gardien de l'année de la Jupiler Pro League en 2016.
- Élu meilleur gardien de Ligue 1 en 2022 par l'association française des entraîneurs de gardiens (AEGB)[23].
- Élu meilleur gardien de Premier League en 2025 par The Athletic, le département sportif du New York Times[24].